# Cristal de Wigner

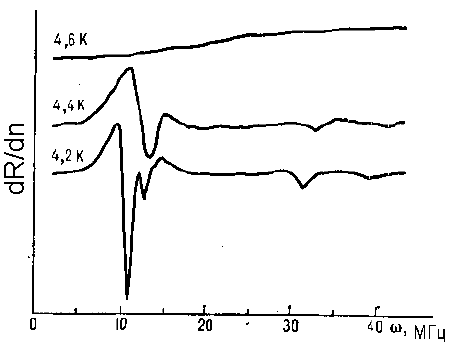
Absorção de dependência de frequência em Wigner Crystal

Um cristal de Wigner, também conhecido como cristal de elétron ou gelo de elétron, é a fase sólida (cristalina) de elétrons prevista pela primeira vez por Eugene Wigner em 1934.

## Processo
Um gás de elétrons movendo-se em 2D ou 3D em um fundo uniforme, inerte e neutralizante se cristalizará e formará uma rede se a densidade do elétron for menor que um valor crítico. Isso ocorre porque a energia potencial domina a energia cinética em baixas densidades, de modo que o arranjo espacial detalhado dos elétrons torna-se importante. Para minimizar a energia potencial, os elétrons formam uma rede bcc (cúbica centrada no corpo) em 3D, uma rede triangular em 2D e uma rede uniformemente espaçada em 1D. Os aglomerados de Wigner mais experimentalmente observados existem devido à presença do confinamento externo, ou seja, armadilha potencial externa. Como conseqüência, desvios da rede b.c.c ou triangular são observados. Um estado cristalino do gás de elétron 2D também pode ser realizado pela aplicação de um campo magnético suficientemente forte. No entanto, ainda não está claro se é a cristalização de Wigner que levou à observação do comportamento isolante em medições de magnetotransporte em sistemas de elétrons 2D, uma vez que outros candidatos estão presentes, como a localização de Anderson.

## Observação
O Laboratório de Berkeley e a equipe da UC Berkeley desenvolveram uma técnica para visualizar os cristais, que tendem a “derreter” quando sondados. Ao colocar uma folha de grafeno sobre o sanduíche semicondutor, a equipe foi capaz de sondar o cristal de Wigner com um microscópio de tunelamento sem derreter a amostra e demonstrar a estrutura cristalina da rede, como Wigner previu.

## Descrição
Um gás de elétron uniforme a temperatura zero é caracterizado por um único parâmetro adimensional, o chamado raio de Wigner-Seitz rs = a / ab, onde a é o espaçamento médio entre partículas e ab é o raio de Bohr. A energia cinética de um gás de elétron é dimensionada como 1/rs2, isso pode ser visto, por exemplo, considerando um gás de Fermi simples. A energia potencial, por outro lado, é proporcional a 1/rs. Quando rs torna-se maior em baixa densidade, a última torna-se dominante e força os elétrons o mais distantes possível. Como consequência, eles se condensam em uma estrutura compacta. O cristal de elétron resultante é chamado de cristal de Wigner.
Com base no critério de Lindemann, pode-se encontrar uma estimativa para o ponto crítico rs. O critério afirma que o cristal derrete quando a raiz quadrada média do deslocamento dos elétrons {\displaystyle {\sqrt {\langle r^{2}\rangle }}} é cerca de um quarto do espaçamento da rede a. Partindo do pressuposto de que as vibrações dos elétrons são aproximadamente harmônicas, pode-se usar que, para um oscilador harmônico quântico, a raiz do deslocamento quadrático médio no estado fundamental (em 3D) é dado por
{\displaystyle {\sqrt {\langle r^{2}\rangle }}=3{\frac {\hbar }{2m_{e}\omega }}}
com {\displaystyle \hbar } a constante de Planck, me a massa do elétron e ω a frequência característica das oscilações. Este último pode ser estimado considerando a energia potencial eletrostática para um elétron deslocado por r from its lattice point. Digamos que a célula Wigner-Seitz associada ao ponto da rede seja aproximadamente uma esfera de raio a/2. O  uniforme, fundo neutralizante, então, dá origem a uma carga positiva manchada de densidade {\displaystyle 6e/a^{3}\pi } com {\displaystyle e} a carga do elétron. O potencial elétrico sentido pelo elétron deslocado como resultado disso é dado por
{\displaystyle \varphi (r)={\frac {e}{4\pi \epsilon _{0}}}\left({\frac {3}{a}}-{\frac {4r^{2}}{a^{3}}}\right)}
com ε0 a permissividade do vácuo. Comparando {\displaystyle -e\varphi (r)} à energia de um oscilador harmônico, pode-se ler
{\displaystyle {\frac {1}{2}}m_{e}\omega ^{2}={\frac {e^{2}}{\pi \epsilon _{0}a^{3}}}}
ou, combinando isso com o resultado do oscilador harmônico quântico para o deslocamento médio quadrático
{\displaystyle {\frac {\sqrt {\langle r^{2}\rangle }}{a}}={\sqrt {\frac {3}{8}}}\left({\frac {1}{r_{s}}}\right)^{1/4}}
O critério de Lindemann nos dá a estimativa de que rs > 40 é necessário para fornecer um cristal Wigner estável. Simulações de Quantum Monte Carlo indicam que o gás de elétron uniforme realmente cristaliza em rs = 106 in 3D e rs = 31 em 2D.
Para sistemas clássicos em temperaturas elevadas, usa-se a interação interpartícula média em unidades de temperatura: G = e2 / (kB Ta). A transição de Wigner ocorre em G = 170 in 3D e G = 125 in 2D. Acredita-se que os íons, como os do ferro, formem um cristal de Wigner no interior das estrelas anãs brancas.